# Barão de Cocais
Barão de Cocais is een gemeente in de Braziliaanse deelstaat Minas Gerais. De gemeente telt 28.074 inwoners (schatting 2009).

## Aangrenzende gemeenten
De gemeente grenst aan Bom Jesus do Amparo, Caeté, Santa Bárbara en São Gonçalo do Rio Abaixo.